# Jeune et con
Singles de Damien Saez
Sauver cette étoile
Pistes de Jours étranges
Sauver cette étoile
Jeune et con est le premier single musical pop rock de l'auteur-compositeur-interprète de rock français Damien Saez, sorti en avril 2000, extrait de son premier album Jours étranges sorti le 25 octobre 1999  par le label Island Records.

## Historique
Le 3 avril 2000, Damien Saez sort ce premier single musical pop rock, tube phare à succès de son premier album Jours étranges (double disque d'or avec plus de 200 000 exemplaires vendus), diffusé avec succès sur de nombreux médias du paysage audiovisuel français. Il marque le début de sa carrière à succès d'auteur-compositeur-interprète, et lui vaut une nomination au titre de Révélation de l’année des 16e cérémonie des Victoires de la musique de 2001.

## Thème
Cette chanson à texte a pour thème philosophique et social et métaphysique universel le « sens de la vie », avec une critique déçue, révoltée, sombre, pessimiste et désabusée, par une partie de la jeunesse et de la société humaine, vis-à-vis d'une certaine déshumanisation du modèle économique et social de la société de consommation matérialiste du XXIe siècle, au détriment de certains rêves idéaux utopiques humanistes universels. Cette chanson est considérée dans la culture populaire comme un hymne de révolte par une partie de la société.[non neutre]

## Caractéristiques artistiques

### Musique
La musique de Jeune et con est composée en mi mineur, sur une mesure à quatre temps chiffrée 4/4.
L'introduction de la chanson est constituée de quatre mesures instrumentales, immédiatement suivies de l'attaque du premier couplet. La chanson est constituée de cinq couplets et d'un refrain qui s'enchaînent ainsi : Couplet 1, Couplet 2, Refrain, Couplet 3, Couplet 4, Refrain, Couplet 5. Les couplets impairs (1, 3 et 5) commencent par le vers « Encore un jour se lève sur la planète France », tandis que les couplets pairs (2 et 4), par le vers « Encore une soirée où la jeunesse France ».

## Pochette
La pochette de l'extrait représente une enfant d'une dizaine d'années, habillée d'un justaucorps blanc, avec des ailes d'ange dans le dos.

## Clip vidéo
Une partie du clip est tournée à Berlin en Allemagne. De nombreuses références sont présentes comme le soldat allemand de Checkpoint Charlie du Mur de Berlin, symbole de la guerre froide entre utopie communiste soviétique et utopie capitaliste occidentale d'après-guerre.

## Crédits artistiques
| - Chant, guitare, piano : Damien Saez - Basse, claviers : Marcus Bell - Batterie : Jean-Daniel Glorioso - Guitare additionnelle : Laurence Ford | - Mixage : Ron St Germain - Ingénieur du son : Yvan Bing - Producteurs : Marcus Bell et Jean-Daniel Gloriso pour FLAM - Enregistré à Studio de la Seine à Paris |

## Classement
| Pays   | Meilleur classement |
| ------ | ------------------- |
| France | 1                   |

## Reprises et références
- Scala & Kolacny Brothers (chorale belge) (album Respire, 2004)
- Seth Gueko, Oxmo Puccino, Nekfeu (album Titi Parisien, 2015) : Nekfeu fait référence au morceau Jeune et con et à Saez : « J'suis pas né dans l'16, moi j'étais jeune et con comme Saez »[6] dans le morceau Titi Parisien (Remix).